# Нагірне (Бахчисарайський район)
Нагі́рне (до 1948 року — Махульдю́р, крим. Mahuldür) — село в Україні, у Бахчисарайському районі Автономної Республіки Крим. Підпорядковане Зеленівській сільській раді. Розташоване на півдні району.
Відстань від райцентру до населеного пункта становить 22 кілометрів по прямій.

## Відомі особистості
- Шаміль Алядін